# (10042) Budstewart
(10042) Budstewart (1985 PL) – planetoida z grupy pasa głównego asteroid okrążająca Słońce w ciągu 4,13 lat w średniej odległości 2,57 j.a. Odkryta 14 sierpnia 1985 roku.